# Myriocephalus
Myriocephalus là một chi thực vật có hoa trong họ Cúc (Asteraceae).

## Loài
Chi Myriocephalus gồm các loài: